# マルクハンナ (小惑星)
マルクハンナ (735 Marghanna) は小惑星帯にある小惑星。ハインリヒ・フォークトがハイデルベルクのケーニッヒシュトゥール天文台で発見した。
フォークトの母親のマルガレーテと、やはりフォークトの親戚のハンナという二人の女性に因んで名付けられた。